# Aleksandr Michajlovič Lermontov
Aleksandr Michajlovič Lermontov, (in russo: Александр Михайлович Лермонтов) (27 febbraio 1838 – San Pietroburgo, 26 dicembre 1906), è stato un generale russo.

## Biografia
Era il figlio dell'ammiraglio Michail Nikolaevič Lermontov (1792-1866), discendente diretto di Pëtr Petrovič Lermontov.

## Carriera
Combatté nella Guerra russo-turca (1877-1878). Sconfisse i Basci-buzuk, catturando uno dei loro capi, Hadji Effendi. Il 22 novembre 1877 conquistò la città di Elena.
Grazie alla liberazione di Burgas, da parte del XIII° Reggimento dei Dragoni, sotto il suo comando, venne promosso a generale. Al loro ingresso nella città Lermontov e i suoi uomini vennero accolti con entusiasmo dalla popolazione.